# Zug (Sàhara Occidental)
Zug o també Zoug, Sug, Zoûg (àrab: زوگ, Zūg; amazic: ⵣⵓⴳ) és una daira sahrauí, a 170 km d'Atar, a Mauritània. Segons l'administració marroquina constitueix una comuna rural de la província d'Auserd, a la regió de Dajla-Río de Oro. Forma part de la I regió militar de la República Àrab Sahrauí Democràtica i actualment està controlada per tropes de l'Exèrcit Popular d'Alliberament Sahrauí.
L'únic erg o mar de sorra al Sàhara Occidental, conegut com a Galb Azefal, està situat als seus voltants i s'estén des del sud-oest a nord-est de Mauritània al Sàhara occidental i de nou a Mauritània, on la frontera forma un angle recte. L'existència d'un pou ha fet que Zug desenvolupi nombroses hortes. També hi ha un petit hospital.

## Infraestructura
El juny de 2009, tres associacions d'amistat d'Alacant van tenir una reunió amb els ministres de sahrauís, amb la intenció de construir un hospital de la ciutat. Al setembre es va dur a terme a Altea un concert solidari amb Chambao, Oléfunk i Mario Díaz amb l'objectiu de recaptar diners per finançar el projecte. En novembre se signà un acord entre representants del POLISARIO i membres de les associacions d'amistat per tal de construir l'edifici. Les obres de construcció es van acabar en 2011, i quedaven només només l'equip i els subministraments mèdics per obrir-lo.

## Cultura
Vora de Zug hi ha alguns gravats neolítics amb motius geomètrics, similar a altres que es troben al Txad i al sud del Marroc.

## Agermanaments
| - Agullent (des de desembre de 1998) - Ajangiz, Biscaia - Campo nell'Elba, Livorno - Cantagallo, Prato (des de 28 de setembre de 2001) - Collesalvetti, Livorno, - Crespina, Pisa, (des d'octubre de 2007) - Dénia, (des de desembre de 1998) - Lamporecchio, Pistoia - Lemoiz, Biscaia - Maracena, Granada | - Medina del Campo, Valladolid, (des del 10 d'agost de 2008) - Plentzia - Reggello, Florència - Rosignano Marittimo, Livorno (des de 1993) - Torrelavega (des del 17 de juliol de 2008) - Valdemoro (des del 20 de novembre de 2007) - Zegama, Guipúscoa - Zierbena, Biscaia - Zumaia, Guipúscoa |